# Dinamic Multimedia
Dinamic Multimedia è stata un'azienda spagnola dedita allo sviluppo di videogiochi con sede nella città di Pozuelo de Alarcón (Madrid).
Fondata nel 1993 dai fratelli Tejedor, è stata chiusa nel 2001 in seguito alla bolla delle dot-com.

## Storia
Le origini della Dinamic Multimedia sono da ricercare nella vecchia Dinamic Software, azienda spagnola chiusa nel 1992 per bancarotta; poco prima di cessare l'attività, l'azienda aveva lanciato la serie di PC Calcio distribuita da Gruppo Editoriale Jackson.
All'inizio del 1999 Pablo Ruìz Tejedor fu licenziato a causa di alcune divergenze con Carlos Abrìl, azionista di maggioranza; i suoi fratelli decisero quindi di lasciare anch'essi l'azienda e fondarono FX Interactive.
Tra il 1999 e il 2001 l'azienda arrivò a circa cento dipendenti, concentrandosi molto sul business internautico nel tentativo di sfruttare la bolla speculativa delle dot-com; tuttavia, quando la crisi si manifestò, Dinamic Multimedia subì profondissime ripercussioni e fu costretta a chiudere i battenti.

## Videogiochi principali
Di seguito una lista dei videogiochi principali:
- PC Calcio 3 (1994)
- PC Calcio 4 (1995)
- PC Calcio 5 (1996)
- Hollywood Monsters (1997)
- PC Calcio 6 (1998)
- PC Calcio 7 (1998)
- Runaway: A Road Adventure (2001)